# Modisimus fuscus
Modisimus fuscus är en spindelart som beskrevs av Bryant 1948. Modisimus fuscus ingår i släktet Modisimus och familjen dallerspindlar. Inga underarter finns listade i Catalogue of Life.